# Філіп Аль
Філіп Аль (швед. Filip Ahl; 12 червня 1997, м. Єнчепінг, Швеція) — шведський хокеїст, лівий/правий нападник. Виступає за ГВ71 (Єнчепінг) у Шведській хокейній лізі.
Вихованець хокейної школи ГВ71 (Єнчепінг). Виступав за ГВ71 (Єнчепінг), Братислава Кепіталс.
В чемпіонатах Швеції — 16 матчів (0+2), у плей-оф — 2 матчі (0+0).
У складі юніорської збірної Швеції учасник чемпіонату світу 2015.
Батько: Бу Аль.